# Regina (énekesnő)
Regina Aparecida „Queen” Saraiva (Sorocaba, São Paulo, Brazília 1968. szeptember 1. –) Regina, Queen Regina és Jean Jane néven is ismert, brazil származású eurodance énekes-, táncos- és színésznő. Számos dala vált népszerűvé Európa-szerte 1997 és 2003 között. Milánóban él, ahol egy olyan gospel kórus tagja, amely az La7 tévécsatornán Piero Chiambretti Markette című műsorában szerepel, és emellett új dalokat is ad elő. A Forbidden Fruit tagja volt 1989 és 1995 között. A Day by Day volt az egyetlen nagyobb slágere az Egyesült Államokban, a 11. helyet szerezte meg a Billboard Magazin Hot Dance Music/Club Play slágerlistán 1997-ben.

## Diszkográfia

### Kislemezek
- You Got Me Now (F.M. presents Jean Jane néven) (1994)
- Take Me Up (Jean Jane néven) (1994)
- Party Town (Jean Jane néven) (1994)
- Killing Me Softly (1996)
- Day by Day (1997)
- Stranger in Paradise (az Xpone-nal, Queen Regina néven) (1997)
- What Can You Do (1998)
- You and Me (2000)
- You Don't Fool Me (2001)
- Secret Mission (2000)
- I'm Back (2002)
- Up / You and I (2007)
- Time Shine (a Musta y Capasso-val) (2011)
- Imaginaçao (2013)
- The Girl From Impana (2014)
- Ibiza Vibe (2016)

### Album
- Situations (1998)

## Fordítás
- Ez a szócikk részben vagy egészben  a   Regina "Queen" Saraiva című angol Wikipédia-szócikk fordításán alapul.  Az eredeti cikk szerkesztőit annak laptörténete sorolja fel. Ez a jelzés csupán a megfogalmazás eredetét és a szerzői jogokat jelzi, nem szolgál a cikkben szereplő információk forrásmegjelöléseként.